# Novell Open Source Technology Center
Novell Open Source Technology Center – uruchomiony w marcu 2005 r. ośrodek firmy Novell w Provo, w stanie Utah, który udostępnia infrastrukturę, usługi i kapitał nowym i rozwijającym się przedsiębiorstwom opracowującym technologie o otwartym kodzie źródłowym. Celem ośrodka jest promowanie innowacji w projektowaniu i opracowywaniu aplikacji przeznaczonych dla rynku technologii open source.
Novell udostępnia nowym i rozwijającym się przedsiębiorstwom tworzącym oprogramowanie open source ponad 2300 m² przestrzeni biurowej w ośrodku, a także dostęp do usług biurowych, biznesowych i technicznych oraz możliwość skorzystania z kapitału inwestycyjnego. Przestrzeń biurowa ma być dostępna w III kw. 2005 r.